# Note from the Underground
『Note from the Underground』（ノート フロム ザ アンダーグラウンド）は、テレビシリーズ『バフィー 〜恋する十字架〜』のコミック版。
最初、『Hellmouth to Mouth』の題名で4部作のコミックとして発売、その後、『Note from the Underground』のタイトルでグラフィック・ノベルとして発売された。
内容はテレビドラマの第6シーズンに相当し、映画『バッフィ/ザ・バンパイア・キラー』およびスピンオフ作品『エンジェル』とクロスオーバーしている。

## ストーリー
数年間疎遠だったパイクが登場、中盤はバフィーによる回想シーンで構成されている。
バフィーはサニーデール郊外でパイクと再会する。エンジェルは、ロサンゼルスの地下で、ある悪魔と商談を行うが、同行していたコーディリアがバフィーに関するヴィジョンを見たことがきっかけでこの悪魔らと戦闘になる。
エンジェルは刑務所と連絡を取り、服役していたフェイスを釈放させる。バフィーはパイクからの情報をもとに、かつて倒したことがあるアダムがロサンゼルスの地下で復活していることを知る。このアダムがホログラムであることを知ったバフィーは、地下室の電源を切り、アダムを退治したのだった。

## 登場人物
バフィー・アン・サマーズ
バンパイア・スレイヤー。
エンジェル
バンパイア。バフィーの恋人だった男。ロサンゼルスで探偵をしている。
コーディリア・チェイス
エンジェルの相棒。ヴィジョンの能力を持つ。
パイク
バフィーがヘミリー高校に在籍していたころの恋人。現在はイニシアティブの一員。
アダム
第4シーズンの敵役。死亡していたが、ホログラムとして復活した。
マギー・ウォルシュ
イニシアティブの元チーフ。故人。回想シーンで登場する。
フェイス・レーヘン
バンパイア・スレイヤー。服役囚。